# Puchar Świata Siłaczy 2006: Armagh
Puchar Świata Siłaczy 2006: Armagh – drugie w 2006 r. zawody
siłaczy z cyklu Pucharu Świata Siłaczy.
Data: 27 maja 2006 r.

Miejsce: Armagh  Irlandia Północna
Konkurencje:
WYNIKI ZAWODÓW:
| Miejsce | Zawodnik       | Kraj              | Punkty |
| ------- | -------------- | ----------------- | ------ |
| 1.      | Ralf Ber       | Austria           | 56,5   |
| 2.      | Glenn Ross     | Irlandia Północna | 52,5   |
| 3.      | Tarmo Mitt     | Estonia           | 50     |
| 4.      | Dominic Filiou | Kanada            | 48,5   |
| 5.      | Raivis Vidzis  | Łotwa             | 40     |
| 6.      | Dale Norris    | Walia             | 39     |
| 7.      | Mark Felix     | Grenada           | 37,5   |
| 8.      | Terry Hollands | Anglia            | 32,5   |
| 9.      | Svend Karlsen  | Norwegia          | 31,5   |
| 10.     | Francis Kirby  | Irlandia Północna | 28,5   |
| 11.     | Franz Beil     | Niemcy            | 24     |
| 12.     | Andy Ciarney   | Szkocja           | 12,5   |